# Cult (album)
Cult je třetím řadovým albem skupiny Apocalyptica. Album bylo vydáno v roce 2000 pod labelem Mercury/Universal. Ve tvorbě skupiny je album významné jednak přechodem od „čistého“ violoncellového zvuku k použití široké škály elektronických efektů, ale také odklonem od upravených skladeb známých metalových skupin (Slayer, Metallica) převážně k vlastní tvorbě.

## Seznam skladeb
1. „Path“
2. „Struggle“
3. „Romance“
4. „Pray“
5. „In Memoriam“
6. „Hyperventilation“
7. „Beyond Time“
8. „Hope“
9. „Kaamos“
10. „Coma“
11. „Hall of The Mountain King“ (Edvard Grieg)
12. „Until It Sleeps“ (Metallica, z alba Load)
13. „Fight Fire With Fire“ (Metallica, z alba Ride the Lightning)